# Heterobathmia
Heterobathmia ist eine morphologisch urtümliche Gattung der Schmetterlinge. Sie sind die einzige Gattung der Familie Heterobathmiidae und der Unterordnung Heterobathmiina der Schmetterlinge. Die Tiere kommen im temperaten (gemäßigt warmen) Süden von Südamerika vor.

## Merkmale
Die primitiven Falter ernähren sich von Pollen verschiedener Scheinbuchenarten (Nothofagus). Sie können mit ihren speziell geformten und aus fünf Segmenten bestehenden Maxillarpalpen gut Pollen einsammeln, während sie ihn mit den Zähnchen auf den Mandibeln und dem Epipharynx (Anhang der Kopfkapsel) zermahlen, bevor sie ihn fressen. Im Gegensatz zu den Urmotten (Micropterigidae) der Unterordnung Zeugloptera, die auch Pollen fressen, sind die Falter der Heterobathmiidae aber weniger auf das Pollenfressen spezialisiert. Sie haben nur ein Mundwerkzeug zum Pollensammeln und ihnen fehlt die Sensilla placodea (eine herzförmige und perforierte Struktur) auf den Labial- und Maxillarpalpen. Damit sind sie mit der Unterordnung Glossata näher verwandt.

## Arten
Bis jetzt sind elf Arten entdeckt, wobei Heterobathmia pseuderiocrania am häufigsten und verbreitetsten vorkommt.